# Sri-lankische Cricket-Nationalmannschaft in Neuseeland in der Saison 2005/06
Die Tour der sri-lankischen Cricket-Nationalmannschaft nach Neuseeland in der Saison 2005/06 fand vom 31. Dezember 2005 bis zum 8. Januar 2006 statt. Die internationale Cricket-Tour war Bestandteil der Internationalen Cricket-Saison 2005/06 und umfasste vier ODIs. Neuseeland gewann die Serie 3–1.

## Vorgeschichte
Neuseeland spielte zuvor eine Tour gegen Australien, Sri Lanka in Indien.
Das letzte Aufeinandertreffen der beiden Mannschaften bei einer Tour fand in der Saison 2004/05 in Neuseeland statt.

## Stadien
Die folgenden Stadien wurden für die Tour als Austragungsort vorgesehen.
| Stadion                  | Stadt        | Kapazität | Spiele |
| ------------------------ | ------------ | --------- | ------ |
| Jade Stadium             | Christchurch | 38.628    | 2. ODI |
| McLean Park              | Napier       | 22.500    | 4. ODI |
| Queenstown Events Centre | Queenstown   | 19.000    | 1. ODI |
| Westpac Stadium          | Wellington   | 34.500    | 3. ODI |

## Kaderlisten
Sri Lanka benannte seinen Kader am 22. Dezember 2005.
Neuseeland benannte seinen Kader am 23. Dezember 2005.
| ODI | ODI |
| Neuseeland | Sri Lanka |
| --- | --- |
| - Stephen Fleming (K) - Daniel Vettori (VK) - Nathan Astle - Shane Bond - Chris Cairns - James Franklin - Peter Fulton - Jamie How - Brendon McCullum (wk) - Hamish Marshall - Chris Martin - Kyle Mills - Jacob Oram - Jeetan Patel - Scott Styris - Lou Vincent | - Marvan Atapattu (K) - Russel Arnold - Malinga Bandara - Tillakaratne Dilshan - Dilhara Fernando - Avishka Gunawardene - Sanath Jayasuriya - Mahela Jayawardene - Farveez Maharoof - Lasith Malinga - Jehan Mubarak - Muttiah Muralitharan - Ruchira Perera - Kumar Sangakkara (K) - Upul Tharanga - Chaminda Vaas |

## One-Day Internationals

### Erstes ODI in Queenstown
| 31. Dezember Scorecard | Queenstown | Sri Lanka 164 (47.2)             | – | Neuseeland 166-3 (37.2) |
|                        |            | Neuseeland gewinnt mit 7 Wickets |   |                         |

### Zweites ODI in Christchurch
| 3. Januar Scorecard | Christchurch (AMI) | Sri Lanka 255-7 (50)             | – | Neuseeland 256-5 (48) |
|                     |                    | Neuseeland gewinnt mit 5 Wickets |   |                       |

### Drittes ODI in Wellington
| 6. Januar Scorecard | Wellington | Neuseeland 224-9 (50)          | – | Sri Lanka 203 (46.4) |
|                     |            | Neuseeland gewinnt mit 21 Runs |   |                      |

### Viertes ODI in Napier
| 8. Januar Scorecard | Napier | Sri Lanka 273-6 (50)          | – | Neuseeland 253 (48.2) |
|                     |        | Sri Lanka gewinnt mit 20 Runs |   |                       |